# Nioko 1
Ne doit pas être confondu avec Nioko 2.
Nioko 1 est une localité située dans le département de Saaba de la province du Kadiogo dans la région Centre au Burkina Faso. En 2006, cette localité comptait 16 427 habitants dont 48,8 % de femmes.

## Histoire
Nioko est jumelé avec Éragny sur Oise

## Santé et éducation
Nioko 1 accueille un centre de santé et de promotion sociale (CSPS) tandis que le centre médical d'importance le plus proche est le centre hospitalo-universitaire (CHU) du pays qui se trouve dans le quartier de Bogodogo à Ouagadougou.